# Eugénie Maximilianovna de Leuchtenberg
Eugénie Maximilianovna de Leuchtenberg (en russe : Евгения Максимилиановна Лейхтенбергская), princesse de Leuchtenberg et princesse Romanovskaïa puis, par son mariage, princesse d'Oldenbourg, est née le 1er avril 1845 à Saint-Pétersbourg, en Russie, et décédée le 4 mai 1925 à Biarritz, en France. Issue de la maison de Beauharnais, c'est une princesse russe connue pour son implication dans les œuvres sociales.
Petite-fille du tsar Nicolas Ier, la princesse Eugénie grandit aux côtés de la famille impériale, en Russie. Après un premier projet de mariage avec le prince Louis de Bavière, la jeune fille épouse le prince Alexandre d'Oldenbourg qui, malgré ses origines allemandes, est lui aussi un proche des Romanov. Très impliquée dans les œuvres sociales, Eugénie patronne nombre d'hôpitaux et d'associations tournées vers l'aide aux pauvres et aux femmes. Intéressée par le commerce et l'industrie, elle crée une usine de bonbons et de chocolats dans son domaine de Ramon (en) mais ses projets font faillite en 1908. Après la révolution de Février, la princesse et sa famille fuient en Finlande puis en France, où ils vivent confortablement malgré l'exil. Paralysée depuis les années 1900, Eugénie meurt à Biarritz en 1925.

## Famille
La princesse Eugénie est la fille du duc Maximilien de Leuchtenberg (1817-1852) et de son épouse la grande-duchesse Maria Nikolaïevna de Russie (1819-1876). Par son père, elle est donc la petite-fille du prince Eugène de Beauharnais (1781-1824) et de la princesse Augusta-Amélie de Bavière (1788-1851) tandis que, par sa mère, elle descend du tsar Nicolas Ier de Russie (1796-1855) et de la princesse Charlotte de Prusse (1798-1860).
Le 19 janvier 1868, la princesse Eugénie épouse, à Saint-Pétersbourg, le prince Alexandre d'Oldenbourg (1844-1932), fils du prince Pierre d'Oldenbourg (1812-1881) et de la princesse Thérèse de Nassau-Weilbourg (1815-1871). De ce mariage naît un fils :
- Pierre d'Oldenbourg (1868-1924), prince d'Oldenbourg, qui épouse, en premières noces, la grande-duchesse Olga Alexandrovna de Russie (1882-1960), elle-même fille du tsar Alexandre III de Russie (1845-1894), avant de se remarier à Olga Vladimirovna Ratkova (1878-1929).

## Biographie

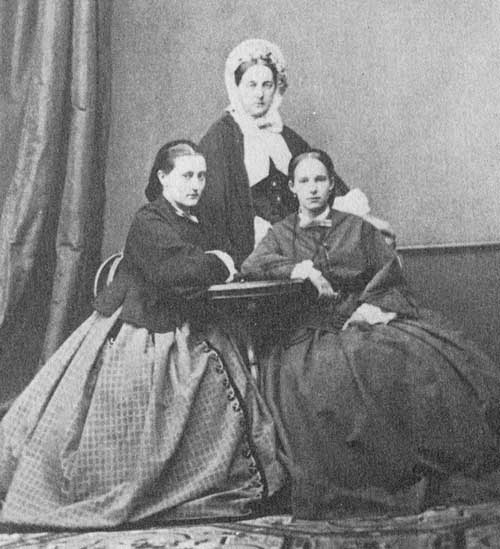
La grande-duchesse Marie Nikolaïevna et ses filles Marie et Eugénie.

### Enfance et adolescence
Née à Saint-Pétersbourg, la princesse Eugénie grandit aux côtés de ses frères et sœurs dans le palais Marie. Orpheline de père à l'âge de sept ans, elle n'est pas très proche de sa mère, qui passe de longues périodes à l'étranger avec son deuxième époux. Dotée d'un caractère fort, la princesse reçoit une bonne éducation, centrée sur l'apprentissage des langues, de la musique, de la danse et du dessin. Bonne cavalière, elle aime aussi le théâtre, qu'elle pratique avec sa fratrie.
Conformément à la promesse faite par le tsar Nicolas Ier de Russie au moment du mariage de ses parents, Eugénie porte le prédicat d'altesse impériale et le titre de princesse Romanovsky. Intégrée à la famille impériale, elle n'a cependant droit à aucun apanage. Cela n'empêche pas la princesse de grandir dans l'aisance matérielle. Ses parents disposent d'une fortune importante et reçoivent, par ailleurs, du tsar une rente confortable. Après la mort de Maximilien de Leuchtenberg en 1852, les biens des Beauharnais situés à l'étranger sont vendus pour offrir à Eugénie et à ses frères et sœurs un revenu une fois devenus adultes.
En tant que membre de la famille impériale, Eugénie est régulièrement invitée à participer à des cérémonies officielles organisées par la Russie ou des puissances étrangères. En 1860, la jeune fille accompagne ainsi sa grand-mère, l'impératrice douairière Alexandra Feodorovna, lors d'un séjour de cette dernière à Paris, chez l'empereur Napoléon III et l'impératrice Eugénie.

### Mariage et vie familiale

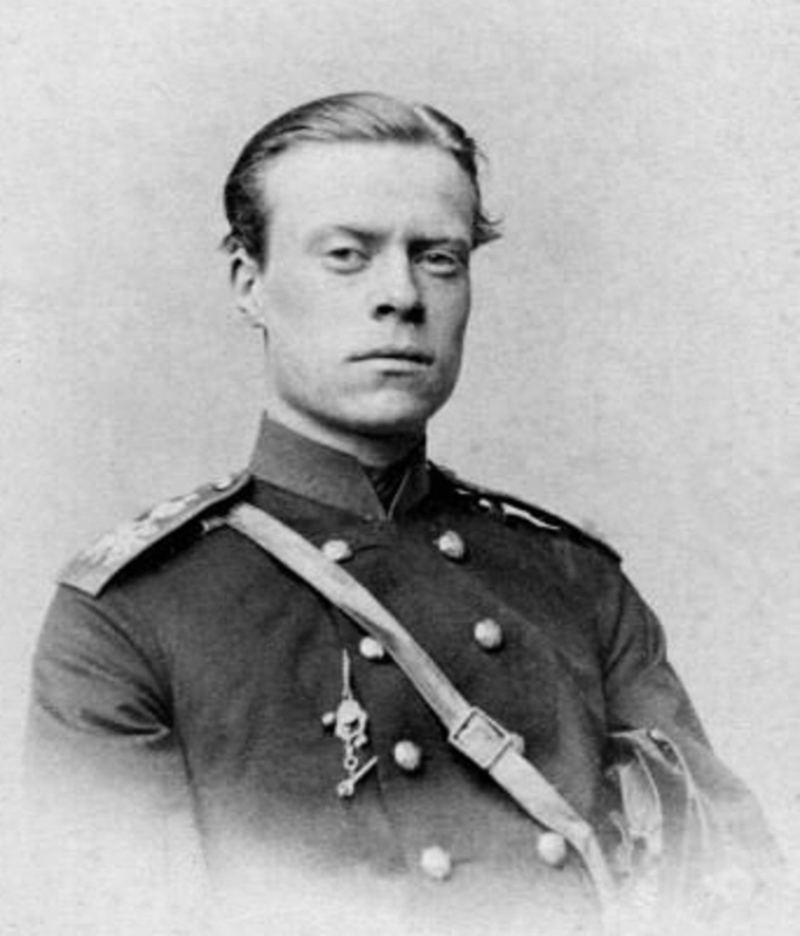
Le prince Alexandre d'Oldenbourg vers 1880.

Au début des années 1860, la maison de Wittelsbach envisage de fiancer la princesse Eugénie au prince Louis de Bavière, censé succéder à son oncle, le roi Othon Ier, sur le trône de Grèce. Cette combinaison aurait l'avantage de fournir au prince catholique une épouse orthodoxe et de rassurer ainsi les Grecs sur la volonté d'assimilation de leur futur souverain. Cependant, en 1862, une révolution renverse la dynastie bavaroise et le projet matrimonial est aussitôt abandonné.
Ce projet ayant échoué, Eugénie reste plusieurs années célibataire et ce n'est qu'en 1868 qu'elle épouse Alexandre d'Oldenbourg, un prince d'origine allemande mais dont la famille est installée en Russie depuis le début du siècle. Le couple vit dans l'aisance matérielle. Eugénie a reçu de son oncle, le tsar Alexandre II, une dot de 100 000 roubles et touche, en outre, une pension annuelle de 40 000 roubles. Alexandre reçoit quant à lui une pension annuelle équivalente de son père, le prince Pierre d'Oldenbourg.

### Souveraine de Bulgarie?
En 1886, un coup d'État militaire organisé en sous-main par la Russie renverse le prince Alexandre Ier de Bulgarie. Le pays se retrouve alors sans souverain et part à la recherche d'un nouveau monarque. Pour conserver son influence sur le pays, le tsar Alexandre II tente d'imposer son cousin, le prince Alexandre d'Oldenbourg, comme candidat au trône. Conformément à ce plan, Eugénie deviendrait princesse consort de Bulgarie. Cependant, la candidature du prince d'Oldenbourg est rejetée et c'est finalement Ferdinand de Saxe-Cobourg-Kohary qui prend le pouvoir à Sofia en 1887.

### Activités philanthropiques
Au fil des années, Eugénie s'engage dans de nombreuses œuvres sociales. Suivant les pas de sa mère, elle patronne la Société de lutte contre les maladies infectieuses, la Société russe pour la protection des femmes, la Société pour l'aide aux travailleuses intellectuelles (gouvernantes et institutrices retraitées), la Société pour le secours aux mutilés et l'organisation charitable qui gère l'hôpital Kalinkin de Saint-Pétersbourg. Elle est également l'administratrice d'un refuge pour femmes, la présidente de la Société pour l'encouragement du travail féminin dans les arts et l'artisanat et la présidente de la société des infirmières de la Croix-Rouge. Elle patronne par ailleurs une école de filles et préside la Société impériale pour l'encouragement des arts ainsi que le Comité charitable pour les prisons.

### Fortune et infortunes

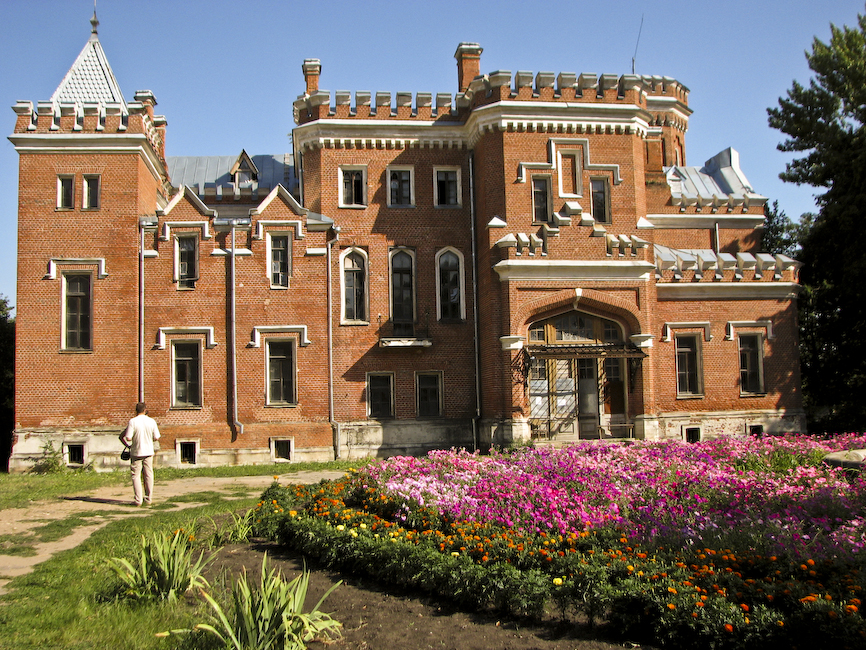
Le château de Ramon, en 2008.

En 1879, le tsar Alexandre II offre à sa nièce le domaine de Ramon (en), situé dans la province de Voronej. Enchantée par la propriété, la princesse Eugénie y fait ériger, entre 1883 et 1887, un château de briques rouges de style néogothique anglais par l'architecte Christopher Neysler. Le domaine étant entouré de champs de betteraves à sucre, la princesse y aménage, en outre, une usine de bonbons et de chocolats dont les produits sont emballés dans des boîtes décorées par des artistes comme Alexandre Benois ou Léon Bakst. Prise de la fièvre entrepreneuriale, Eugénie fait également construire sur son domaine un atelier de confection de tapis et des écuries destinées à l'élevage de chevaux de course. Elle n'en oublie pas pour autant ses principes de charité et fait bâtir, pour ses ouvriers et leurs familles, une école, une clinique et une cantine gratuite.
Malheureusement pour la princesse, l'expérience menée à Ramon est un échec. En 1905, un incendie détruit le village construit pour les ouvriers. Les dégâts ayant largement écorné sa fortune, la princesse doit vendre le moulin à sucre de l'usine dès 1908 et elle ne conserve finalement que son château. Une autre catastrophe financière affaiblit encore davantage la position des Oldenbourg. Le prince Alexandre ayant dépensé une grande partie de sa fortune pour aménager une station balnéaire à Gagra, en actuelle Géorgie, il est menacé de prison pour dette quand celle-ci fait faillite. Finalement, la grande-duchesse Olga Alexandrovna de Russie, belle-fille d'Alexandre et d'Eugénie, aide la famille à rembourser ses dettes et la banqueroute est évitée.
À ces ennuis financiers s'ajoutent des problèmes de santé. Au début des années 1900, Eugénie tombe gravement malade et se voit bientôt atteinte de paralysie.

### La Révolution et l'exil

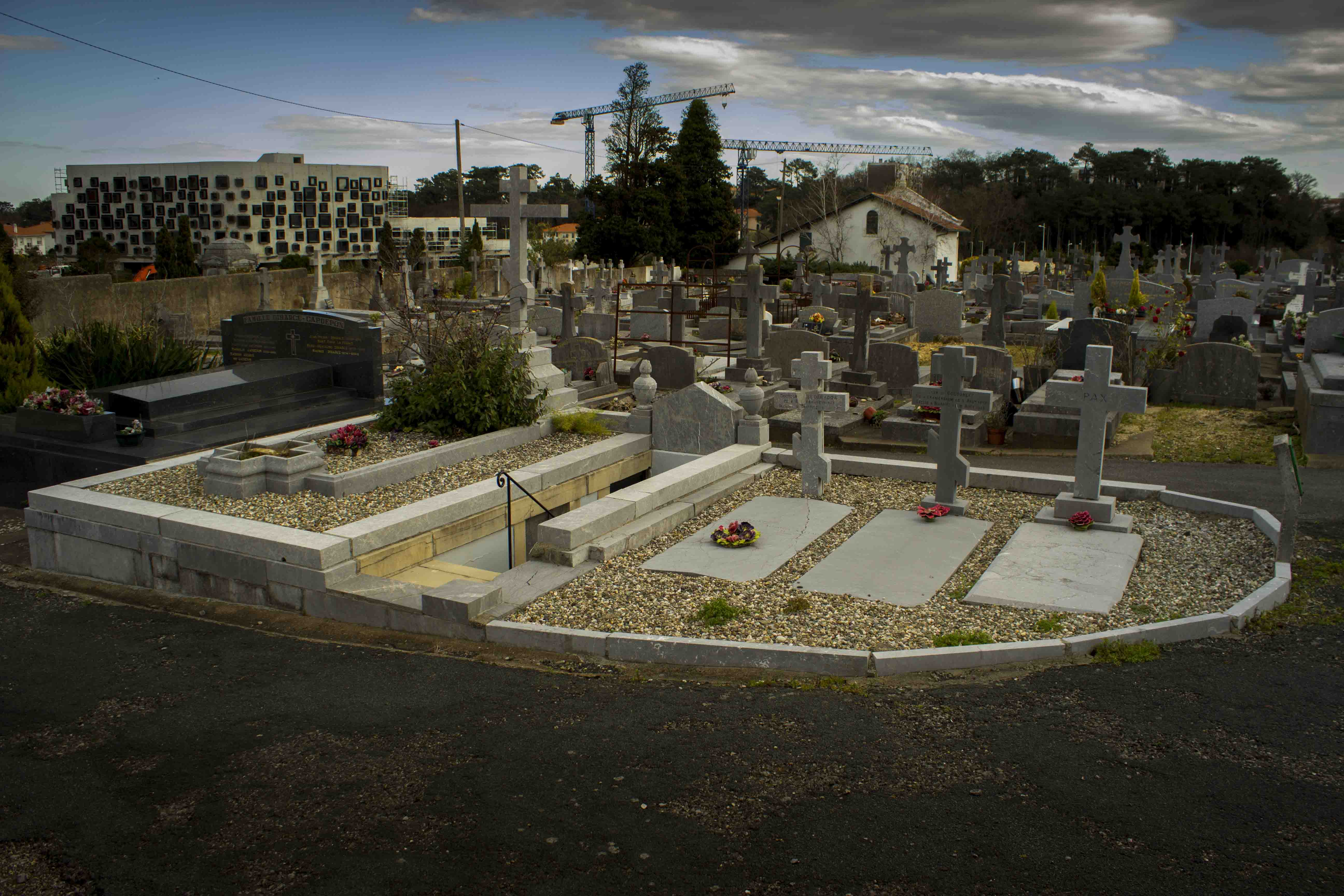
Sépulture des Oldenbourg, à Biarritz.

En 1917, la révolution de Février cause la chute du régime tsariste. Le gouvernement provisoire d'Alexandre Kerenski rachète alors au prince Alexandre le palais qu'il possédait à Saint-Pétersbourg. Surtout, il convainc la famille de s'éloigner de Russie et de s'installer en Finlande le temps que le calme revienne. Eugénie, son époux et leur fils partent donc s'installer dans une datcha située à Rantalinna, ce qui les sauve du massacre de la famille impériale organisé par les Bolcheviks. Les Oldenbourg emmènent avec eux une part importante de leur fortune (2 rolls-royce, un yacht, tout le mobilier de leur palais pétersbourgeois, de l'argent et des bijoux) ainsi que de nombreuses œuvres d'art et autres souvenirs de famille.
En 1922, la famille décide de quitter la Finlande pour s'installer à Biarritz, en France. Contrairement à nombre de leurs parents qui ont fui la Russie sans la moindre ressource, Eugénie et Alexandre terminent leurs jours confortablement entre la villa de Cure Etchen et celle de Matchelon. Eugénie meurt le 4 mai 1925. Elle est enterrée au cimetière du Sabaou, à Biarritz.